# 11299 Annafreud
11299 Annafreud eller 1992 SA22 är en asteroid i huvudbältet som upptäcktes den 22 september 1992 av den belgiske astronomen Eric W. Elst vid La Silla-observatoriet. Den är uppkallad efter psykoanalytikern Anna Freud.
Asteroiden har en diameter på ungefär 5 kilometer och den tillhör asteroidgruppen Agnia.